# کلرتیامید
کلرتیامید (به انگلیسی: Chlorthiamide) با فرمول شیمیایی C7H5Cl2NS یک ترکیب شیمیایی است؛ که جرم مولی آن ۲۰۶٫۰۹۲ گرم بر مول می‌باشد.